# Brañavara
Brañavara es una aldea perteneciente a la parroquia de La Ronda, en el concejo de Boal, comarca de Eo-Navia, Principado de Asturias, España.
Cuenta con una población de 10 habitantes (INE, 2013) y se encuentra a unos 760 m de altura sobre el nivel del mar. Es una de las localidades boalesas de más difícil acceso. Dista unos 13 km de la capital del concejo, tomando primero desde ésta la carretera AS-22 en dirección a Vegadeo, desviándose después a la izquierda en El Gumio, por la carretera que se dirige al alto de La Garganta y, tras unos 3,5 km, desviándose finalmente a la izquierda durante 1 km, en dirección hacia La Bajada.